# Hettenhain
 Hettenhain  ist ein Stadtteil der Stadt Bad Schwalbach im Rheingau-Taunus-Kreis in Hessen. Für den Stadtteil besteht ein Ortsbezirk mit Ortsbeirat. Mit über 1.000 Einwohnern ist er neben der Kernstadt der größte Stadtteil.

## Geographische Lage
Hettenhain liegt südöstlich der Kernstadt Bad Schwalbach auf einer Höhe von 385 Meter in einem benachbarten kurzen Seitental der Aar im Westlichen Aartaunus, einer naturräumlichen Untergliederung des westlichen Hintertaunus.
In Hettenhain entspringt der Hettenhainer Bach, der nach knapp 800 Meter von links in die Aar einmündet.

## Geschichte

### Überblick
Die älteste bekannte schriftliche Erwähnung von Hettenhain erfolgte unter dem Namen Hidenhagen und wird in die Zeit 1194–1198 datiert.
Dies ist eine Ableitung des Vornamens Hido. Der Ort gehörte zu den Überhöhischen Dörfern des Rheingaus und später zur Grafschaft Katzenelnbogen. Im Dreißigjährigen Krieg wurde Hettenhain fast völlig entvölkert und erst langsam wieder besiedelt.
Seit dem 31. Dezember 1971 ist die bis dahin selbständige Gemeinde Hettenhain nach einer freiwilligen Eingemeindung im Zuge der Gebietsreform in Hessen ein Stadtteil von Bad Schwalbach. Wie für jeden Stadtteil außerhalb der Kernstadt wurde durch die Hauptsatzung auch für Hettenhain ein Ortsbezirk mit Ortsbeirat und Ortsvorsteher eingerichtet.

### Territorialgeschichte und Verwaltung im Überblick
Die folgende Liste zeigt im Überblick die Territorien, in denen Hettenhain lag, bzw. die Verwaltungseinheiten, denen es unterstand:
- 1530 und später: Heiliges Römisches Reich, Landgrafschaft Hessen, Niedergrafschaft Katzenelnbogen, Amt Hohenstein
- ab 1567: Heiliges Römisches Reich, Hessen-Rheinfels, Niedergrafschaft Katzenelnbogen, Amt Hohenstein
- ab 1583: Heiliges Römisches Reich, Landgrafschaft Hessen-Darmstadt, Niedergrafschaft Katzenelnbogen, Amt Hohenstein
- ab 1648: Heiliges Römisches Reich, Landgrafschaft Hessen-Kassel, Niedergrafschaft Katzenelnbogen, Amt Hohenstein
- 1806–1813: Kaiserreich Frankreich, Niedergrafschaft Katzenelnbogen (Pays réservé de Catzenellenbogen)
- ab 1816: Deutscher Bund, Herzogtum Nassau, Amt Langen-Schwalbach
- ab 1849: Deutscher Bund, Herzogtum Nassau, Regierungsbezirk Wiesbaden, Kreisamt Langen-Schwalbach (Trennung zwischen Justiz (Justizamt Langen-Schwalbach) und Verwaltung)
- ab 1854: Deutscher Bund, Herzogtum Nassau, Amt Langenschwalbach
- ab 1867: Königreich Preußen, Provinz Hessen-Nassau, Regierungsbezirk Wiesbaden, Untertaunuskreis
- ab 1871: Deutsches Reich, Königreich Preußen, Provinz Hessen-Nassau, Regierungsbezirk Wiesbaden, Untertaunuskreis
- ab 1918: Deutsches Reich, Freistaat Preußen, Provinz Hessen-Nassau, Regierungsbezirk Wiesbaden, Untertaunuskreis
- ab 1944: Deutsches Reich, Freistaat Preußen, Provinz Nassau, Untertaunuskreis
- ab 1945: Amerikanische Besatzungszone, Groß-Hessen, Regierungsbezirk Wiesbaden, Untertaunuskreis
- ab 1949: Bundesrepublik Deutschland, Land Hessen (ab 1946), Untertaunuskreis
- ab 1968: Bundesrepublik Deutschland, Regierungsbezirk Darmstadt, Untertaunuskreis
- am 31. Dezember 1971 als Stadtteil zu Bad Schwalbach
- ab 1977: Bundesrepublik Deutschland, Regierungsbezirk Darmstadt, Rheingau-Taunus-Kreis

### Einwohnerentwicklung

#### Einwohnerstruktur
Nach den Erhebungen des Zensus 2011 lebten am Stichtag dem 9. Mai 2011 in Hettenhain 999 Einwohner. Darunter waren 30 (3,0 %) Ausländer.
Nach dem Lebensalter waren 198 Einwohner unter 18 Jahren, 366 zwischen 18 und 49, 237 zwischen 50 und 64 und 198 Einwohner waren älter.
Die Einwohner lebten in 414 Haushalten. Davon waren 93 Singlehaushalte, 144 Paare ohne Kinder und 129 Paare mit Kindern, sowie 33 Alleinerziehende und 15 Wohngemeinschaften. In 84 Haushalten lebten ausschließlich Senioren/-innen und in 273 Haushaltungen lebten keine Senioren/-innen.

#### Einwohnerzahlen
- 1587: 7 Hausgesesse[1]

| Hettenhain: Einwohnerzahlen von 1809 bis 2017 | Hettenhain: Einwohnerzahlen von 1809 bis 2017 | Hettenhain: Einwohnerzahlen von 1809 bis 2017 | Hettenhain: Einwohnerzahlen von 1809 bis 2017 | Hettenhain: Einwohnerzahlen von 1809 bis 2017 |
| --- | --------------------------------------------- | --------------------------------------------- | --------------------------------------------- | --------------------------------------------- |
| Jahr |                                               |                                               |                                               | Einwohner                                     |
| 1809 | 1809                                          |                                               | 169                                           | 169                                           |
| 1827 | 1827                                          |                                               | 219                                           | 219                                           |
| 1834 | 1834                                          |                                               | 231                                           | 231                                           |
| 1840 | 1840                                          |                                               | 245                                           | 245                                           |
| 1846 | 1846                                          |                                               | 242                                           | 242                                           |
| 1852 | 1852                                          |                                               | 227                                           | 227                                           |
| 1858 | 1858                                          |                                               | 258                                           | 258                                           |
| 1864 | 1864                                          |                                               | 276                                           | 276                                           |
| 1871 | 1871                                          |                                               | 277                                           | 277                                           |
| 1875 | 1875                                          |                                               | 282                                           | 282                                           |
| 1885 | 1885                                          |                                               | 270                                           | 270                                           |
| 1895 | 1895                                          |                                               | 178                                           | 178                                           |
| 1905 | 1905                                          |                                               | 283                                           | 283                                           |
| 1910 | 1910                                          |                                               | 258                                           | 258                                           |
| 1925 | 1925                                          |                                               | 275                                           | 275                                           |
| 1939 | 1939                                          |                                               | 258                                           | 258                                           |
| 1946 | 1946                                          |                                               | 437                                           | 437                                           |
| 1950 | 1950                                          |                                               | 392                                           | 392                                           |
| 1956 | 1956                                          |                                               | 272                                           | 272                                           |
| 1961 | 1961                                          |                                               | 399                                           | 399                                           |
| 1967 | 1967                                          |                                               | 508                                           | 508                                           |
| 1970 | 1970                                          |                                               | 581                                           | 581                                           |
| 1980 | 1980                                          |                                               | ?                                             | ?                                             |
| 1990 | 1990                                          |                                               | ?                                             | ?                                             |
| 2000 | 2000                                          |                                               | ?                                             | ?                                             |
| 2005 | 2005                                          |                                               | 1.071                                         | 1.071                                         |
| 2011 | 2011                                          |                                               | 999                                           | 999                                           |
| 2015 | 2015                                          |                                               | 1.017                                         | 1.017                                         |
| 2017 | 2017                                          |                                               | 1.009                                         | 1.009                                         |
| Datenquelle: Historisches Gemeindeverzeichnis für Hessen: Die Bevölkerung der Gemeinden 1834 bis 1967. Wiesbaden: Hessisches Statistisches Landesamt, 1968. Weitere Quellen: LAGIS; Stadt Bad Schwalbach; Zensus 2011 |                                               |                                               |                                               |                                               |

#### Religionszugehörigkeit
| Quelle: Historisches Ortslexikon |                                                                     |
| • 1885:                          | 76 evangelische (= 28,15 %), 194 katholische (= 71,85 %) Einwohner  |
| • 1961:                          | 144 evangelische (= 36,09 %), 253 katholische (= 63,41 %) Einwohner |

## Kultur und Sehenswürdigkeiten

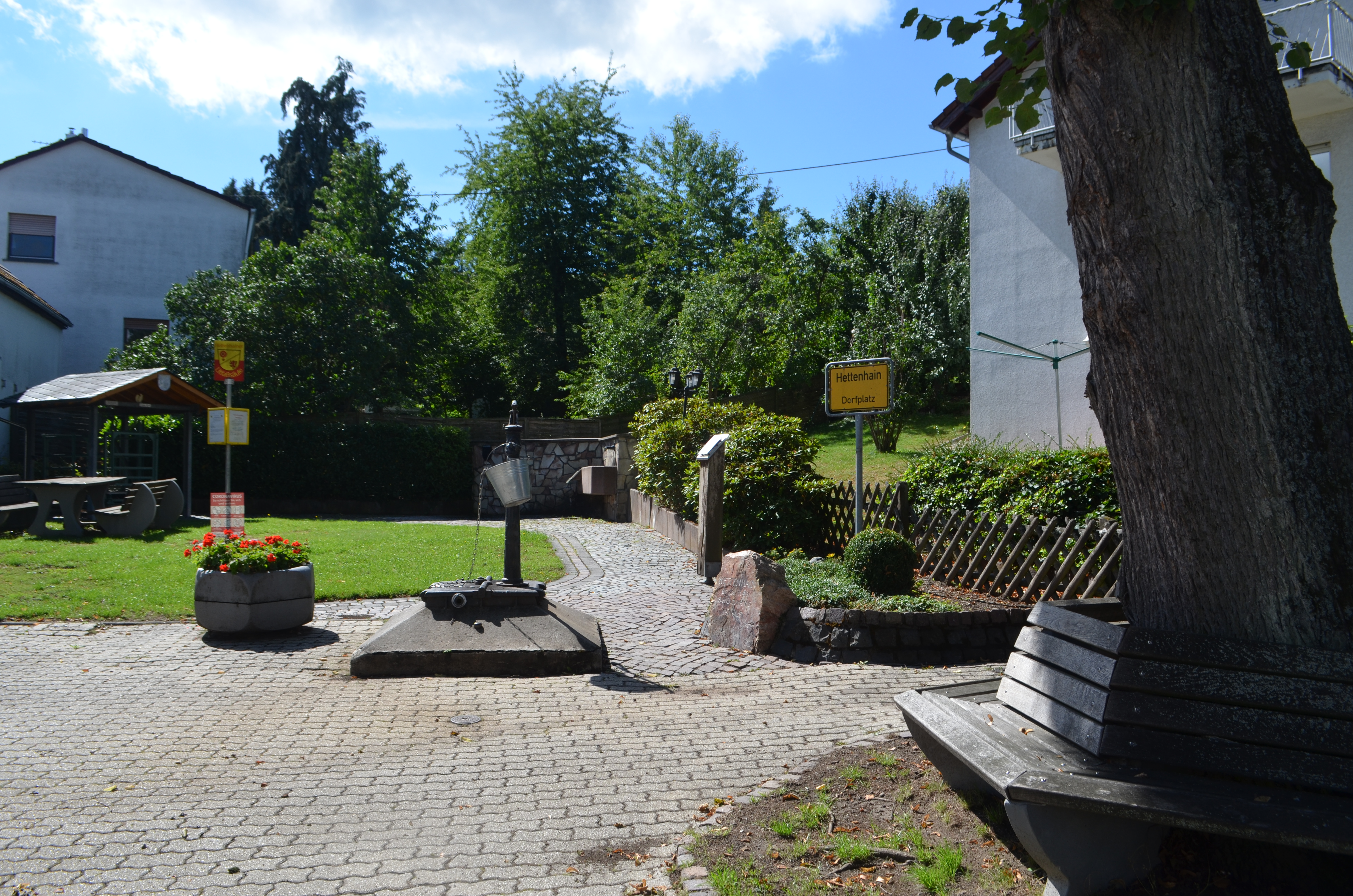
Dorfplatz von Hettenhain.

Im Jahr 1952 wurde die Katholische Kirche St. Josef eingeweiht. Mit Unterstützung des US-Militärs wurde in felsigem Untergrund das Gelände für einen Fußballplatz planiert. Nach zweijähriger Bau- und Ruhezeit konnte der 1. FC-Hettenhain 1982 hier auf einem Rasenplatz mit dem Spielbetrieb beginnen. 1994 bis 1995 wurde der Dorfplatz mit Laufbrunnen am Kriegerehrenmal als Dorfmittelpunkt und Festplatz ausgebaut. Mit dem Analogrechnermuseum gibt es in Hettenhain eine der weltweit größten Sammlung von analogen Rechenmaschinen.

## Wirtschaft und Infrastruktur

### Tourismus
Hettenhain ist wie die ganze Region Teil des Naturpark Rhein-Taunus, der den Menschen eine naturnahe Erholung ermöglichen will.

### Verkehr
Hettenhain liegt an der K 663, der kürzesten, aber auch steilsten Verbindung zwischen der Bundesstraße 54 im Aartal und der als Bäderstraße bekannten Bundesstraße 260. Auf diese Weise liegt Hettenhain verkehrsgünstig und doch ruhig zwischen der Kreisstadt Bad Schwalbach, Taunusstein und Wiesbaden.

### Feuerwehr
Den abwehrenden Brandschutz in Hettenhain stellt die Freiwillige Feuerwehr Bad Schwalbach-Hettenhain sicher. Unterstützt wird die öffentliche Einrichtung Feuerwehr durch den Förderverein Freiwillige Feuerwehr Hettenhain e. V.
Im Jahr 2022 wurde das neue Feuerwehrhaus eingeweiht. Neben der örtlichen Feuerwehr sind hier auch Fahrzeuge und Material des Katastrophenschutzes untergebracht.  

## Persönlichkeiten
- Johannes Bott (1815–1889), Bürgermeister in Eltville und Abgeordneter des Provinziallandtages der Provinz Hessen-Nassau